# جون فن
جون فن  (بالإنجليزية: John Venn)‏ ولد يوم 4 أغسطس 1834 في كينغستون أبون هل وتوفي يوم 4 أبريل 1923, كان عالم منطق ورياضيات وفيلسوف إنجليزي و قد اشتهر بإدخاله مخطط فن, والذي يستخدم في العديد من المجالات، بما في ذلك نظرية المجاميع، الاحتمالات والمنطق والإحصاءات وعلوم الكمبيوتر.

## حياته
ولد جون فن 34 في هال يوركشاير. حيث جاءت والدته، مارتا سايكس، من سوان لاند، بالقرب من هال، وتوفيت بينما كان جون يبلغ ثلاثة أعوام فقط. وكان والده القس : هنرى فن الذي كان رئيسا للجامعة الأبرشية في درابول قرب هال. وكان هنري فن، زميل الكلية الملكية في كامبريدج وكان من عائلة متميزة. وكان والده أي جد جون، وهو القس جون فن الذي كان رئيس جامعة كلافام في جنوب لندن. وكان زعيم طائفة كلافام حيث يركز مجموعة من المسيحيين الإنجيليين في كنيسته.

## روابط خارجية
- جون فن على موقع الموسوعة البريطانية (الإنجليزية)
- جون فن على موقع إن إن دي بي (الإنجليزية)